# 孔萬春
孔萬春（1207年—1241年），字耆老，宋朝时衢州人。孔子五十二代孫，孔端操玄孙，孔玠曾孙，孔搢之孙，孔文遠之子。
其父孔文遠去世后，宋理宗宝庆二年（1226年），襲封衍聖公，成为南宗第五代衍圣公。宋理宗制書：“朕聞盛德百世必祀，况诗书仁义之泽涵浸生民炳然至今者乎。尔承休圣门，端有传绪，屬當次補，仍續世封，恪共蒸嘗，當勉家業，東魯文獻於此有考焉。不亦善乎？”階至通直郎，官終泉州佐貳。其子孔洙。
| 前任： 孔文遠 | 南宋南宗衍圣公 1226年—1241年 | 繼任： 孔洙 |

## 参看
- 孔子
- 孔子世家大宗世系
- 孔氏南宗
- 孔子世家大宗世系图
- 孔子世家南宗北宗世系图